# 146P/Shoemaker-LINEAR
La cometa Shoemaker-LINEAR, formalmente 146P/Shoemaker-LINEAR, è una cometa periodica appartenente alla famiglia delle comete gioviane. Scoperta per la prima volta nel 1984 da Carolyn e Eugene Shoemaker, non fu osservata al successivo passaggio al perielio nel 1992 e pertanto considerata persa, fu riscoperta nel 2000 dal programma LINEAR.